# Ireside
Ireside (in greco antico: Εἰρεσίδαι?, Eiresídai) era un demo dell'Attica, a circa 3 km a nord delle mura di Atene, sulla riva orientale del fiume Cefiso. Si trovava ad ovest di Colono Ippio e a nord-ovest dell'Accademia, a sud-ovest di Cefisia e vicino ad Ifistiade.
Nel demo Platone possedeva un terreno acquistato da un certo Callimico situato vicino agli immobili del nipote Eurimedonte. Il filosofo lasciò la proprietà in eredità ad Adimanto, il nipote di uno dei suoi fratelli.